# Fáy-kúria (Gomba)
A volt Fáy-kúria Gomba falu közepén áll a római katolikus templom mellett (Iskola u. 2.).

## Története
A 18. század közepén a Fáy család kúriájának épült, majd jó ideig gazdasági épület volt. Előrészét ebben az időben istállónak használták, hátul pedig a személyzeti lakások voltak.
Saját tervei alapján itt alakította ki lakhelyét Fáy András, miután a család udvarházát bátyja örökölte. 1818–20 között itt élt, és pezsgő szellemi életet alakított ki. A kúria gyakori vendégei voltak a különböző időszakokban egyebek közt:
- Szemere Pál
- Kölcsey Ferenc
- Bajza József,
- Czuczor Gergely,
- Kazinczy Ferenc,
- Vörösmarty Mihály,
- Barabás Miklós,
- Arany János.[2]

2007. szeptember 1. óta Fáy András Református Általános Iskola és Alapfokú Művészeti Iskola néven a falu általános iskolája. Külsejét teljesen átalakították; eredeti karakterét elvesztette.

## Az épület
Zárt sorú, téglalap alaprajzú, földszintes épület. 18. századi formájára már csak egyes helyiségei emlékeztetnek. Ezeket széles, fiókos dongaboltozat fedi. Korábban mindegyik helyiség boltozatos volt, de rogyadozni kezdtek. Némelyiket vonóvasazással meg lehetett menten, másokat statikai okok miatt el kellett bontani. Az egyik helyiség közepén kockatalapzaton alacsony oszlop áll, és két két oldalán egy-egy félköríves nyílással azt két részre osztja.

## Jelenlegi használata
2007. szeptember 1. óta a Fáy András Református Általános Iskola és Alapfokú Művészeti Iskola alsó tagozata tanul benne. Hátul szolgálati lakásokat alakítottak ki.